# 소 버짐병
소 버짐병은 세계적으로 발생하는 곰팡이에 의한 전염병으로 나이에 관계없이 발생하나 특히 2살 이하의 소에 많으며 발육부진, 모피의 손상 등 경제적 피해를 주며, 사람에도 피부병을 감염시키는 인수공통전염병이다.
3~4주의 잠복기를 거쳐 서서히 증상이 나타나는데 감염된 곰팡이의 병원성과 소의 건강상태 그리고 면역력에 따라 증상이 없는 경우도 있으며 면역력이 약한경우에는아주 심하게 나타나는 것 등 다양한 유형을 보인다. 소의 털에 감염된 곰팡이 포자는 각질섬유를 생성하는 모근부 바로 윗부분에서 자라며 모근세포를 파괴하여 탈모증을 일으키게 된다.  

## 원인
소가 설사병에 걸렸을때도 신속하게 치료하지 않아서 전해질 보충을 해서 회복되었어도 면역력이 약하기 때문에설사병에 다시 걸릴수있고 어떤 질병에도 노출될 가능성이 높으며 경제적 피해를 준다.